# Спасо-Преображенский храм (Тула)
Спасо-Преображенский храм — утраченный православный храм в Туле.

## История
Каменный приходской храм во имя Преображения Господня был построен, вероятно, в 1759 году, кем и на какие средства — неизвестно. Трапезную храма разобрали из-за ветхости в 1827 году. В 1841 году на средства благотворителей трапезную выстроили вновь. В ней были приделы во имя Смоленской иконы Божией Матери и во имя евангелиста Иоанна Богослова.
Храм получил серьезные разрушения в 1941 году при обстреле немецкими войсками Рогожинского поселка в дни обороны Тулы. 
В июле 1945 года здание обследовал представитель «Госархстройконтроля». Он отмечал в отчете: «…своды и верхнее строение крыши с кровлей отсутствуют, кирпичные стены имеют вертикальные трещины, двухэтажная кирпичная колокольня значительно повреждена в верхнем ярусе, шпиль сильно накренился, перемычка одного из световых проемов особенно разрушена и грозит обвалом». В заключении отчёта было сказано, что восстановление здания в качестве церкви нецелесообразно, так как требует больших материальных затрат. Оставление храма в аварийном состоянии могло закончиться обрушением и городские власти решили разобрать полуразрушенное здание.